# Puerto de los Laureles
Puerto de los Laureles är en ort i Mexiko.   Den ligger i kommunen Juárez och delstaten Michoacán de Ocampo, i den södra delen av landet, 140 km väster om huvudstaden Mexico City. Puerto de los Laureles ligger 1 453 meter över havet och antalet invånare är 165.
Terrängen runt Puerto de los Laureles är lite bergig, och sluttar brant västerut. Runt Puerto de los Laureles är det ganska glesbefolkat, med 47 invånare per kvadratkilometer. Närmaste större samhälle är Heróica Zitácuaro, 15,0 km nordost om Puerto de los Laureles. I omgivningarna runt Puerto de los Laureles växer huvudsakligen savannskog.